# Košarkaški klub Alkar
Il K.K. Alkar è una società cestistica avente sede a Signo, in Croazia. Fondata nel 1955, gioca nel campionato croato di pallacanestro.